# Khomokhoana Community
Khomokhoana Community är en krets i Lesotho.   Den ligger i distriktet Leribe District, i den norra delen av landet, 70 km nordost om huvudstaden Maseru.